# Trachybryum
Trachybryum là một chi rêu trong họ Brachytheciaceae.